# Случай в Кеттеринге
«Случай в Кеттеринге» (англ. Kettering Incident) — австралийский драматический телесериал, впервые показаный на канале Foxtel 's Showcase 4 июля 2016 года. Сериал был создан Викторией Мэдден и Винсентом Шиханом, а сценарий написан Викторией Мэдден, Луизой Фокс, Кейт Шортленд и Эндрю Найтом. 
Съёмки проходили в городе Кеттеринг и на острове Бруни в Тасмании и его окрестностях, о чем в феврале 2014 года объявила тогдашний премьер Тасмании Лара Гиддингс на пресс-конференции в Кеттеринге. Сериал финансировался Screen Australia, Screen Tasmania, Foxtel и BBC Worldwide и был разработан при содействии британской вещательной компании Channel 4.
В 2016 году сериал был номинирован на 7 наград AACTA.
Бюджет сериала составлял пятнадцать миллионов долларов, и его рекламировали как первую драму для взрослой аудитории, снятую в Тасмании. Второй сезон находился в разработке в мае 2017 года  но создательница сериала Виктория Мэдден подтвердила в Твиттере в июне 2018 года, что Foxtel в конечном итоге отказался от него.

## Синопсис
Анна Мэйси ( Элизабет Дебики ) покинула Кеттеринг, когда ей было всего четырнадцать, вскоре после того, как ее лучшая подруга, Джиллиан Бакстер, таинственным образом исчезла. Две девушки ехали на велосипеде по запретным лесам за пределами Кеттеринга, когда увидели странные огни в небе. Восемь часов спустя Анну нашли напуганной и залитой кровью. 
15 лет спустя Анна возвращается и обнаруживает, что город пытается выжить. Леса готовятся к вырубке, и город находится на грани ожесточенных столкновений между экологами и местными лесорубами. Возвращение Анны вызывает переполох, когда другая местная девушка, Хлоя Холлоуэй ( Сианоа Смит-Макфи ), внезапно исчезает, побуждая Анну узнать, что на самом деле произошло в ночь исчезновения Джиллиан, раскрывая секреты, которые угрожают будущему Кеттеринга.

## В ролях

### Основной состав
- Элизабет Дебики — Анна Мэйси
- Мэттью Ле Невез — детектив Брайан Датч
- Генри Никсон — офицер Фергюс Макфадден
- Энтони Фелан — Рой Мэйси
- Дэймон Гамо — Йенс Йоргенсен
- Дэмиен Гарви — Макс Холлоуэй

### Второстепенный состав
- Сьюзи Догерти — Рене Бакстер
- Кевин MacIsaac — Трэвис Кингстон
- Элисон Уайт  — Деб Рассел
- Тильда Кобэм-Херви  — Элиза Грейсон

## Прием критиков

### Рейтинги
Сериал посмотрели 115 000 зрителей после премьеры двух эпизодов, что сделало его самым просматриваемым неспортивной программой на платформе Foxtel.